# داگلاس (دژ)
داگلاس (انگلیسی: Douglas Castle) دژی در لانارکشر جنوبی، اسکاتلند بود. این دژ در سال ۱۹۳۸ تخریب‌شد.